# Бистра (притока Ріки)
Бистра, Бистрий — річка в Україні, у Міжгірському районі Закарпатської області. Ліва притока Ріки (басейн Дунаю).

## Опис
Довжина річки 12 км, похил річки — 50 м/км. Площа басейну 47,3 км².

## Розташування
Бере початок на північному заході від озера Синевир. Спочатку тече на південний, а потім на північний захід і у Верхній Бистрий впадає в річку Ріку, праву притоку Тиси.